# Aleksandr Bielawski
Aleksandr Bielawski (ros. Александр Борисович Белявский, ur. 6 maja 1932 w Moskwie, zm. 8 września 2012 tamże) – rosyjski aktor, kilkakrotnie wystąpił w polskich filmach fabularnych i serialach. W swoim dorobku ma ponad 60 ról filmowych. Podkładał głos Dzięciołowi Woody’emu w rosyjskiej wersji kreskówki.

## Życiorys
Urodził się w Moskwie. Z wykształcenia był geologiem, studia z tej dziedziny ukończył w 1955 r. Podczas pracy w Irkucku, po studiach, zaczął grać w amatorskim teatrze i wkrótce po powrocie do Moskwy ponownie zaczął występować. Wtedy zdecydował się na zawodowe aktorstwo, rozpoczął studia w Szkole Teatralnej im. Szczukina w Moskwie i ukończył je w 1961 r. Występy w filmie zaczął jako student, debiutował w 1957 epizodyczną rolą w filmie „Opowieści o Leninie” (Рассказы о Ленине).
Podczas pobytu w Polsce i kręcenia filmu Przerwany lot nauczył się dobrze języka polskiego, co sprawiało, że potem wielokrotnie występował w polskich filmach. Pamiętany jest w Polsce przede wszystkim z roli kapitana Pawłowa w serialu telewizyjnym Czterej pancerni i pies (1970), w którym pojawił się w trzech ostatnich odcinkach, ale jako jedna z głównych postaci. Po raz ostatni wystąpił w Polsce w 2001 r. w filmie Przedwiośnie Filipa Bajona. stopklatka.pl
8 września 2012 jego ciało zostało znalezione na moskiewskiej ulicy. Prawdopodobnie aktor, którego poważna choroba zmusiła wtedy do wycofania się z życia zawodowego, popełnił samobójstwo.

## Wybrana filmografia
- 1964 – Przerwany lot – Wowa
- 1969 – Dzień oczyszczenia – partyzant Sasza
- 1970 – Czterej pancerni i pies (odcinki 19-21 „Tiergarten”, „Brama”, „Dom”) – kapitan Iwan Pawłow
- 1975 – Ironia losu jako Sasza
- 1976 – Ocalić miasto – kapitan Siemionow
- 1976 – Komiks
- 1985 – Powrót po śmierć w Temida
- 1990 – Prywatny detektyw, czyli operacja „Kooperacja” – major Kronin
- 1993 – Lepiej być piękną i bogatą – Edmund Edmontowicz
- 1993 – Szare wilki – Breżniew
- 2001 – Przedwiośnie – Jastrun, przyjaciel Seweryna Baryki
- 2002 – Przedwiośnie (serial TV, odc. 2) – Jastrun, przyjaciel Seweryna Baryki
- 2002 – Suma wszystkich strachów – admirał Iwanow